# CCNB-Campbellton
Le Collège communautaire du Nouveau-Brunswick-Campus de Campbellton est un établissement d'enseignement supérieur (CCNB) situé à Campbellton, au Nouveau-Brunswick.
Le collège est situé sur l'avenue Village et a été fondé en 1970.

## Programmes de formation offerts

### Formation professionnelle
- Techniques d'intervention en services communautaires - enfants et adolescents
- Techniques d'intervention en services communautaires - adultes
- Éducation à l'enfance
- Secrétariat médical
- Gestion documentaire
- Medical transcription
- Secrétariat médical - transcription bilingue
- Secrétariat médical - transcription
- Academic Studies
- Aide en santé
- Techniques en pharmacie
- Soins infirmiers auxiliaires
- Charpenterie
- Gestion de la production en bois ouvré
- Woodworking Production Management
- Ébénisterie et bois ouvré
- Woodworking and Cabinetmaking
- Travail général de bureau
- Techniques de réadaptation
- Technologies d'électrophysiologie médicale